# Barak-1
Barak 1 (en hebreo: ברק) es un misil superficie-aire (SAM) israelí, diseñado para ser utilizado como un sistema de misiles de defensa, a bordo de barcos contra aviones, misiles antibuque y VANT.

## Descripción general
El sistema Barak SAM está diseñado para reemplazar o complementar las plataformas CIWS basadas en armas, como Phalanx CIWS, con un SAM más flexible y de mayor alcance. Los misiles están montados en un contenedor de ocho celdas (que requiere poco mantenimiento) y se lanzan directamente hacia arriba. El lanzador del sistema Barak SAM utiliza un sistema de lanzamiento vertical compacto, con un módulo de 8 celdas que pesa 1.700 kg. El control de incendios es proporcionado por un sistema C3I igualmente compacto que pesa 1.300 kg, que puede funcionar de forma independiente o en conjunto con otros sensores a bordo. Su sistema de radar C3I proporciona una cobertura de 360 grados y los misiles pueden derribar un misil desde una distancia de 500 metros. Cada sistema Barak (contenedor de misiles, radar, computadoras e instalación), cuesta alrededor de $24 millones de dólares estadounidenses. El sistema está diseñado para defenderse de aviones y misiles antibuque, incluidos los misiles que vuelan cerca del nivel del mar.

## Pruebas de vuelo
El misil fue probado el 24 de marzo de 2017 por la Armada India, a bordo del portaaviones INS Vikramaditya durante una operación de inspección y preparación en el Mar arábigo. Este sistema defensivo está desplegado en 14 buques de guerra indios, incluidas las fragatas de la clase Shivalik y los portaaviones INS Viraat e INS Vikramaditya.